# Haus Veilchenstraße 23

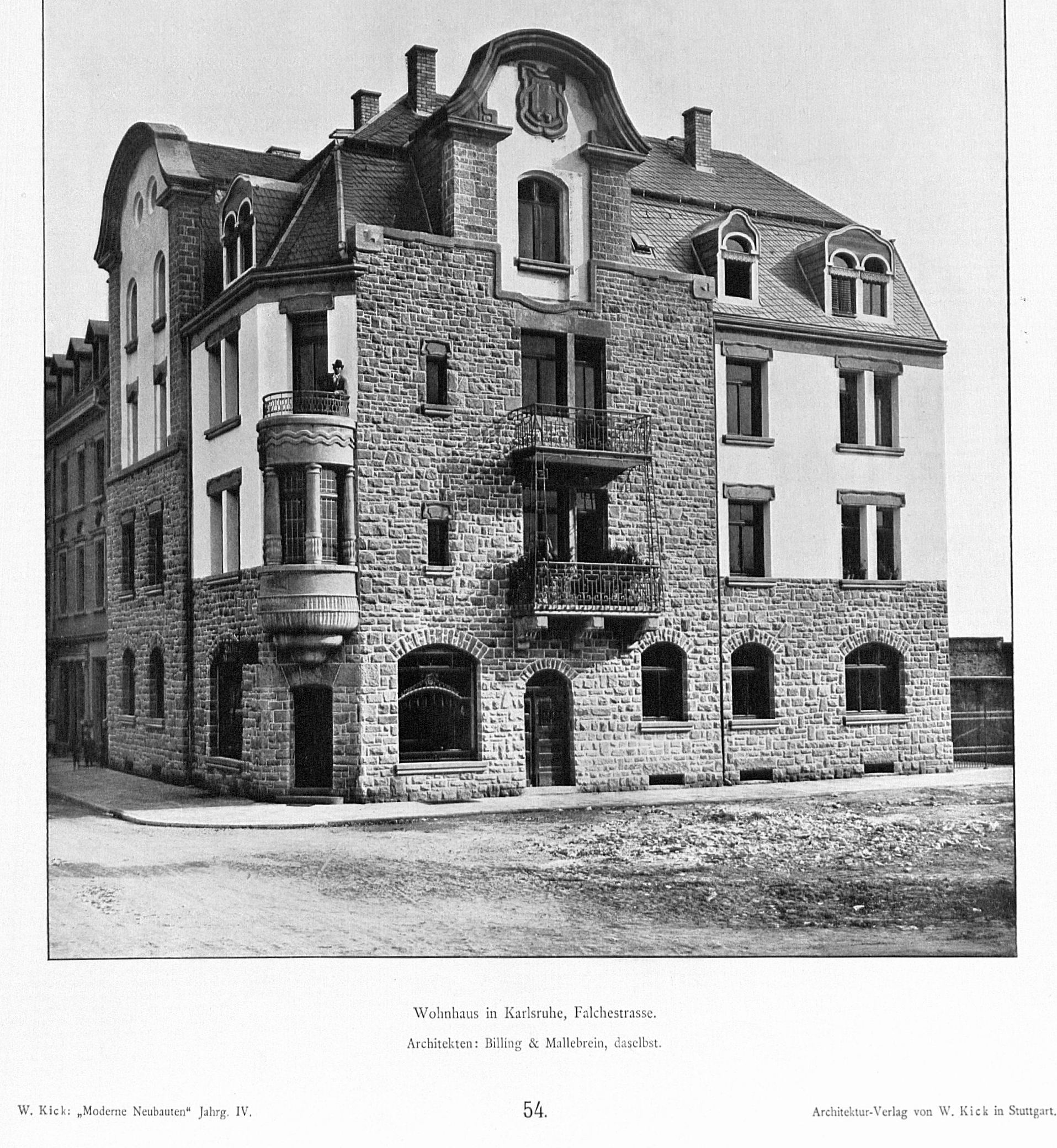
Haus Veilchenstraße 23

Das Haus Veilchenstraße 23 in Karlsruhe wurde 1901 von den Architekten Hermann Billing und Josef Mallebrein als Wohn- und Geschäftshaus erbaut. Es steht unter Denkmalschutz.
Im Erdgeschoss befand sich das Ladenlokal einer Metzgerei, die Obergeschosse beherbergten jeweils zwei Vier-Zimmer-Wohnungen. Die Fassade wurde teilweise in weiß ausgefugtem, gelbgrünem Brettener Sandstein ausgeführt, ansonsten war sie weiß verputzt. In gelbgrünem Brettener Sandstein wurden auch die Steinmetzarbeiten ausgeführt. Das Dach wurde mit deutschem Schiefer eingedeckt. Die Baukosten beliefen sich auf 50.000 Mark.

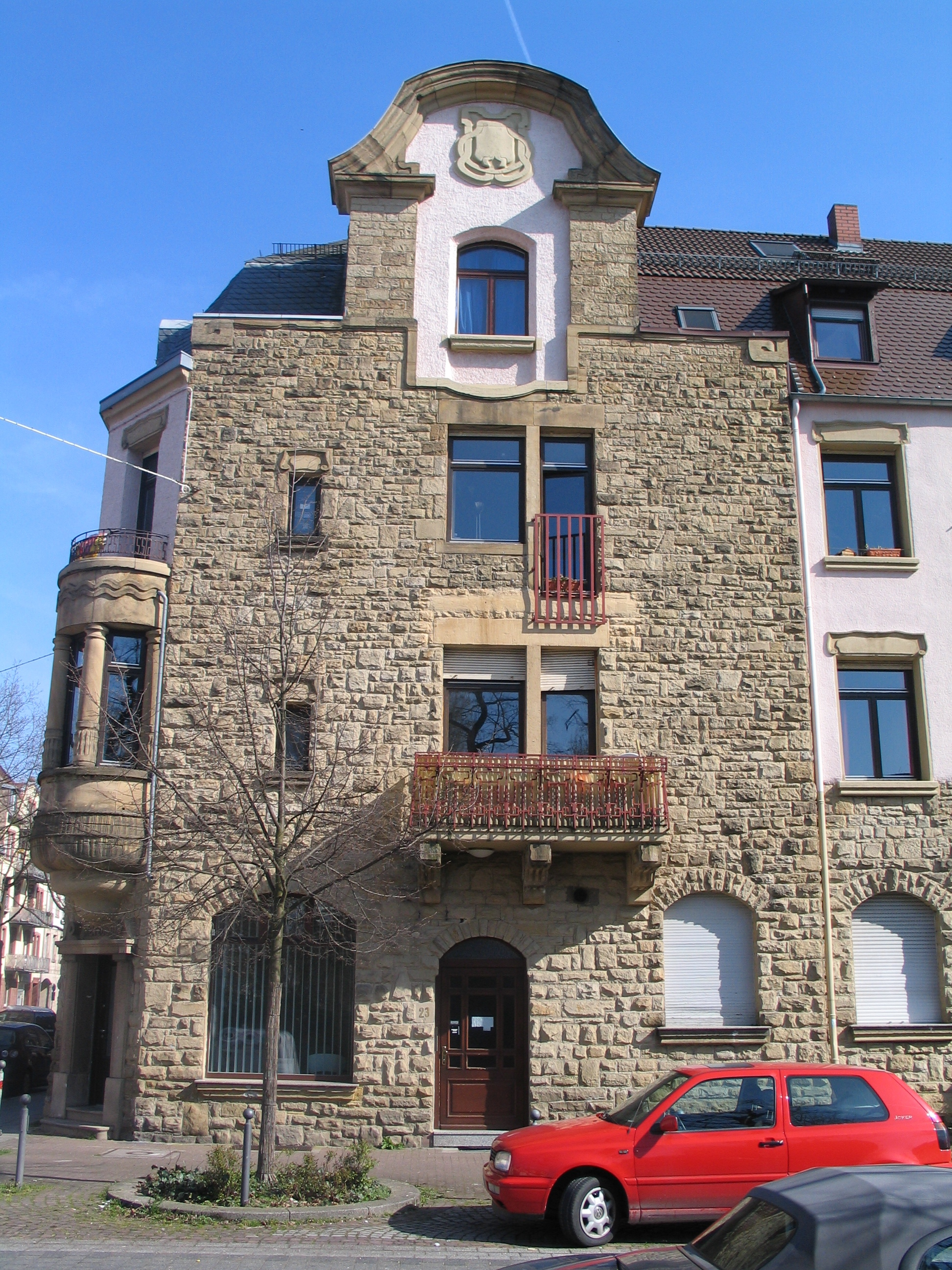
Ansicht von der Veilchenstraße
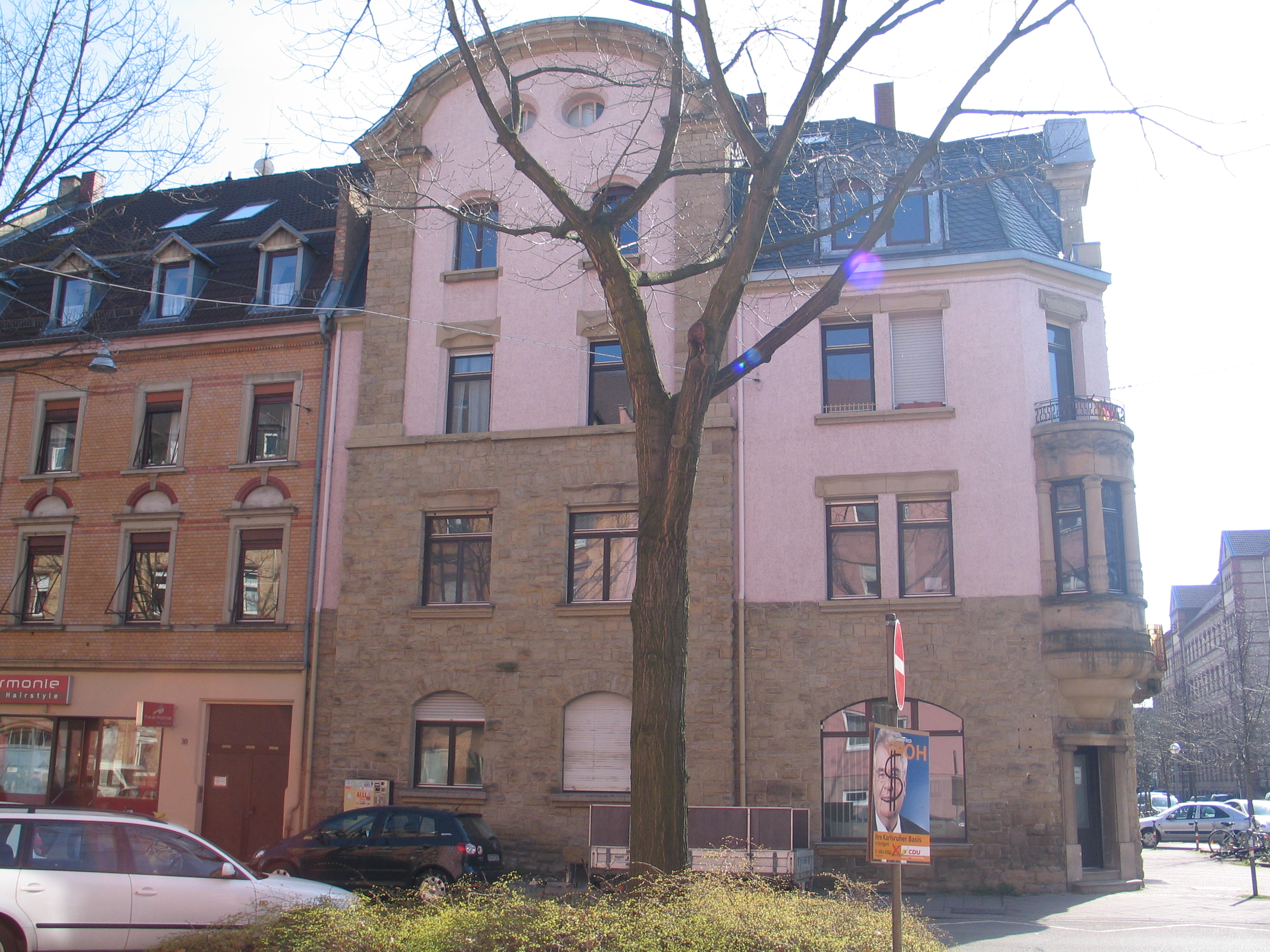
Ansicht von der Gerwigstraße